# 능연각
능연각(凌煙閣)은 당 태종 이세민(李世民)을 도와 수말당초(隋末唐初)의 혼란기를 평정하고 정관의 치(貞觀之治)에 이바지한 개국공신(開國功臣) 24인의 초상을 걸어두었던 누각(樓閣)을 말한다.

## 능연각이십사공신 명단
| 이름               | 관작   | 생몰년      | 비고 |
| ------------------ | ------ | ----------- | --- |
| 장손무기(長孫無忌) | 조국공 | 594년~659년 | 태종의 오랜 친구이자 태종의 황후의 오빠이기도 했다. 정관의 치에 많은 이바지를 하였으나 고종 때에 측천무후가 권력을 잡은 후 사천으로 좌천되어 자살하였다.                                                      |
| 이효공(李孝恭)     | 하간왕 | 591년~640년 | 이정과 함께 파촉 공략에 공을 세웠으며 이후에도 여러 번 공을 세웠다. |
| 두여회(杜如晦)     | 내국공 | 585년~630년 | 태종 때 벼슬을 하여 여러 요직을 거쳤으며 방현령과 함께 정관의 치에 크게 이바지하였다. |
| 위징(魏徵)         | 정국공 | 580년~643년 | 수나라 말기 이밀에게 협력하다 고조에게 귀순하여 태자 건성의 측근이 되었다. 이후 태자가 후계자 싸움에서 태종에게 패한 후 그의 인격에 끌린 태종에게 발탁되어 재상에까지 이르렀다.                               |
| 방현령(房玄齡)     | 양국공 | 579년~648년 | 당나라가 일어나자 바로 태종의 세력에 가담하여 측근으로 활동하였다. 두여회와 함께 공평하고 옳은 정치를 펴서 정관의 치에 크게 이바지하였다.                                                                     |
| 고사렴(高士廉)     | 신국공 | 575년~647년 | 본명은 고검. 젊었을 때 문사를 두루 섭렵했고, 민첩했으며 기억력이 좋았다. 정관의 치를 이끄는데 큰 공헌을 하였다.                                                                                               |
| 울지경덕(尉遲敬德) | 악국공 | 585년~658년 | 당나라의 여러 전투에서 공을 세웠고 현무문의 정변 때도 참가하여 태종이 권력을 잡는데 큰 공을 세웠다. 도가에서는 진숙보와 함께 잡귀를 쫓는 신으로 여겨진다.                                                     |
| 이정(李靖)         | 위국공 | 571년~649년 | 이효공과 함께 파촉 공략에 공을 세웠으며 이후에도 여러 번 공을 세웠다. |
| 소우(蕭瑀)         | 송국공 | 575년~648년 | 양나라 황실의 후손으로 태종 때 재상을 지냈다. |
| 단지현(段志玄)     | 포국공 | 598년~642년 | 뛰어난 장수로 당나라 건국에 많은 공을 세웠다. |
| 유홍기(劉弘基)     | 기국공 | 582년~650년 | 태종의 휘하에서 활약한 장수로 많은 공을 세웠다. |
| 굴돌통(屈突通)     | 장국공 | 557년~628년 | 수나라의 장수였으나 당군에게 포로가 된 후 귀순하였다. 이후 여러 차례 전투에서 공을 세웠다. |
| 은개산(殷開山)     | 운국공 | 570년~622년 | 여러 전투에서 공을 세워 당나라 건국에 이바지하였다. |
| 시소(柴紹)         | 곽국공 | 588년~638년 | 고조의 딸인 평양소공주와 결혼하여 사위가 되었다. |
| 장손순덕(長孫順德) | 비국공 | 565년~631년 | 태종의 밑에서 큰 공을 세운 유능한 장수이지만 뇌물을 받는 일이 생겼는데, 태종은 벌을 내리는 것이 아니라 오히려 비단을 내려 그의 잘못을 깨우치게 했다고 한다.                                                   |
| 장량(張亮)         | 운국공 | 569년~646년 | 여러 전투에서 공을 세웠으며 태종의 고구려 원정 때 수군을 지휘하였다. |
| 후군집(侯君集)     | 진국공 | 573년~643년 | 병부상서를 지냈으며 토욕혼 정벌에서 공을 세워 태종의 가종녀 홍화공주를 아내로 맞이했다. 돌궐 공략 때는 사령관으로 종군하여 돌궐을 물리치는 공을 세웠다.                                                       |
| 장공근(張公謹)     | 담국공 | 594년~632년 | 정관 7년 양주도독으로 있던 장공근이 죽자 태종은 친히 교외로 행차하여 장공근의 죽음을 슬퍼하며 곡을 하여 조상하였다.                                                                                           |
| 정지절(程知節)     | 노국공 | 589년~665년 | 여러 전투에서 공을 세웠으며 서돌궐에서 내란이 발생하자 행군총관에 임명되어 공을 세웠다. |
| 우세남(虞世南)     | 영흥공 | 558년~638년 | 수나라의 양제를 받들었으나 그리 중용되지는 않았다. 태종에게 신임을 받아 은청광록대부에 이르렀으며 왕희지의 서법을 익혀 구양순, 저수량과 함께 당나라 초의 3대가로 일컬어진다. 특히 해서의 1인자로 알려져 있다. |
| 유정회(劉政會)     | 유국공 | 569년~635년 | 실력 있는 정치가로 이세민에게 크나큰 도움을 주었다. |
| 당검(唐儉)         | 거국공 | 579년~656년 | 돌궐에 사신으로 파견되어 활동하였고 역사서 편찬에도 참여하였다. |
| 이세적(李世勣)     | 영국공 | 594년~669년 | 돌궐을 격파하는 공을 세웠고 태종의 고구려 원정에도 종군했었다. 고종 때의 고구려 원정에도 참가하여 평양을 함락시키는 공을 세우기도 했다.                                                                       |
| 진숙보(秦叔寶)     | 호국공 | 571년~638년 | 여러 전투에 참여하여 당나라 건국에 큰 공을 세웠고 현무문의 정변 때도 참가하여 태종이 권력을 잡는데 큰 공을 세웠다. 도가에서는 울지경덕과 함께 잡귀를 쫓는 신으로 여겨지기도 한다.                             |

## 갤러리

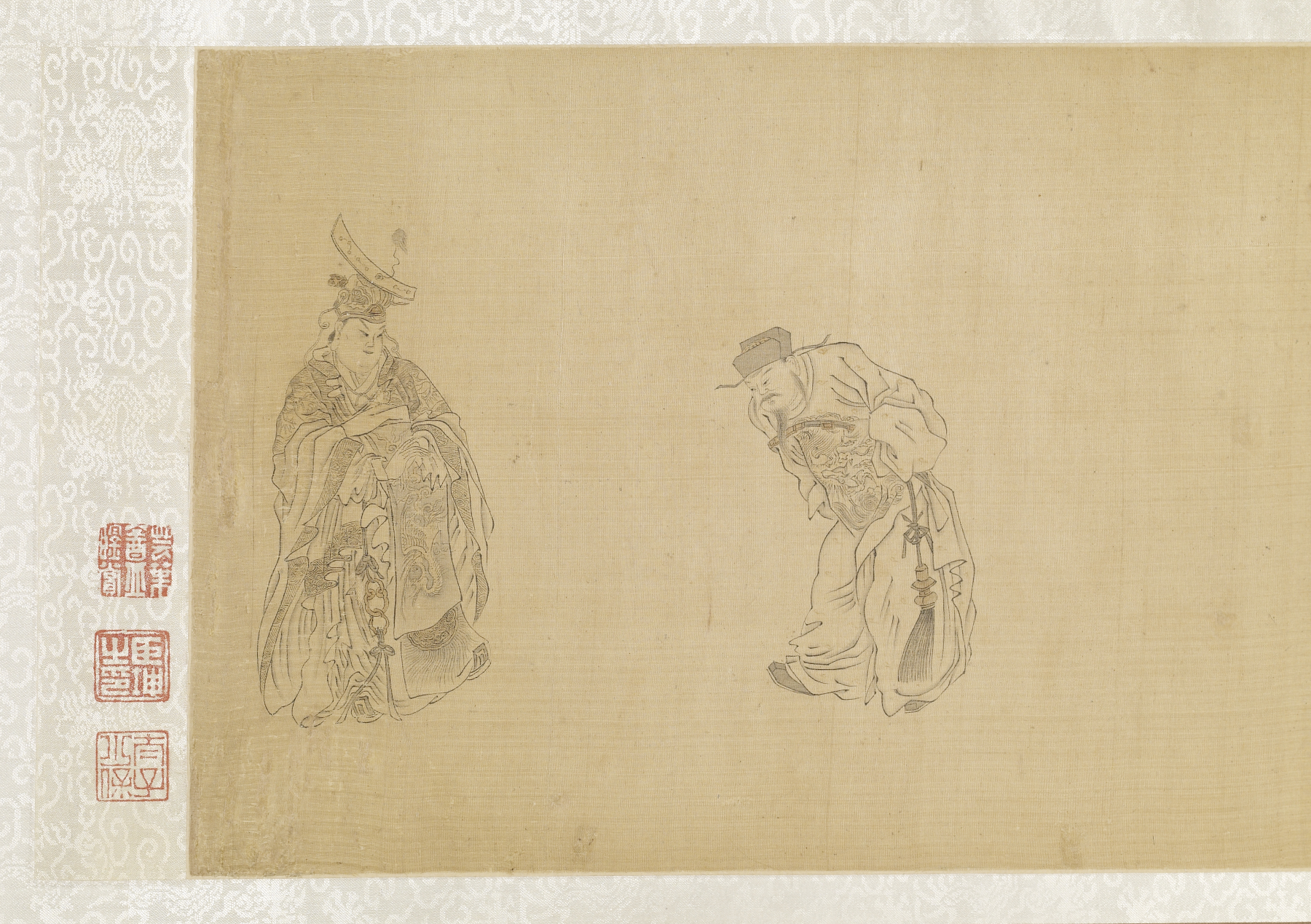
진숙보, 당검
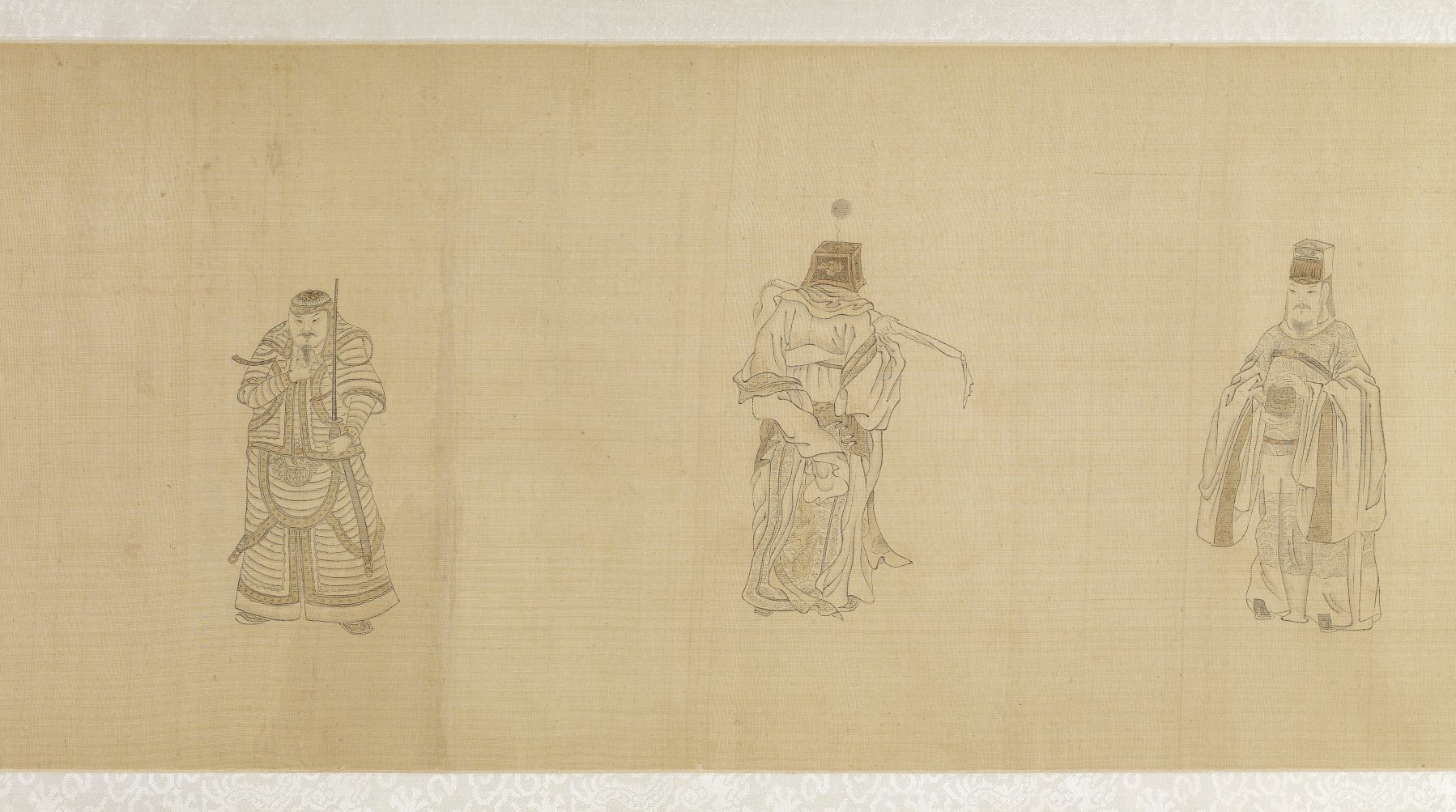
이세적, 유정회, 우세남
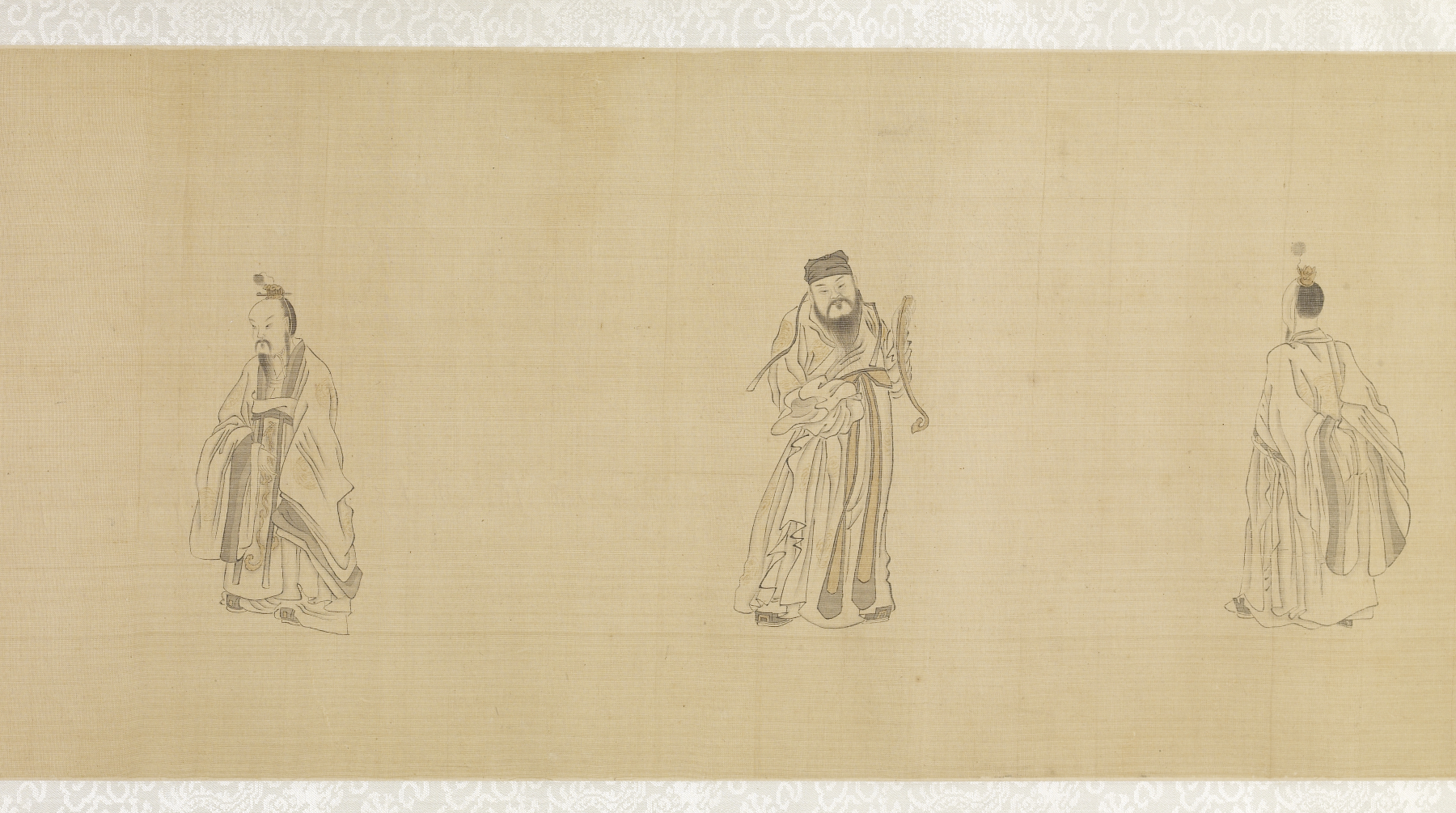
정지절, 장공근, 후군집
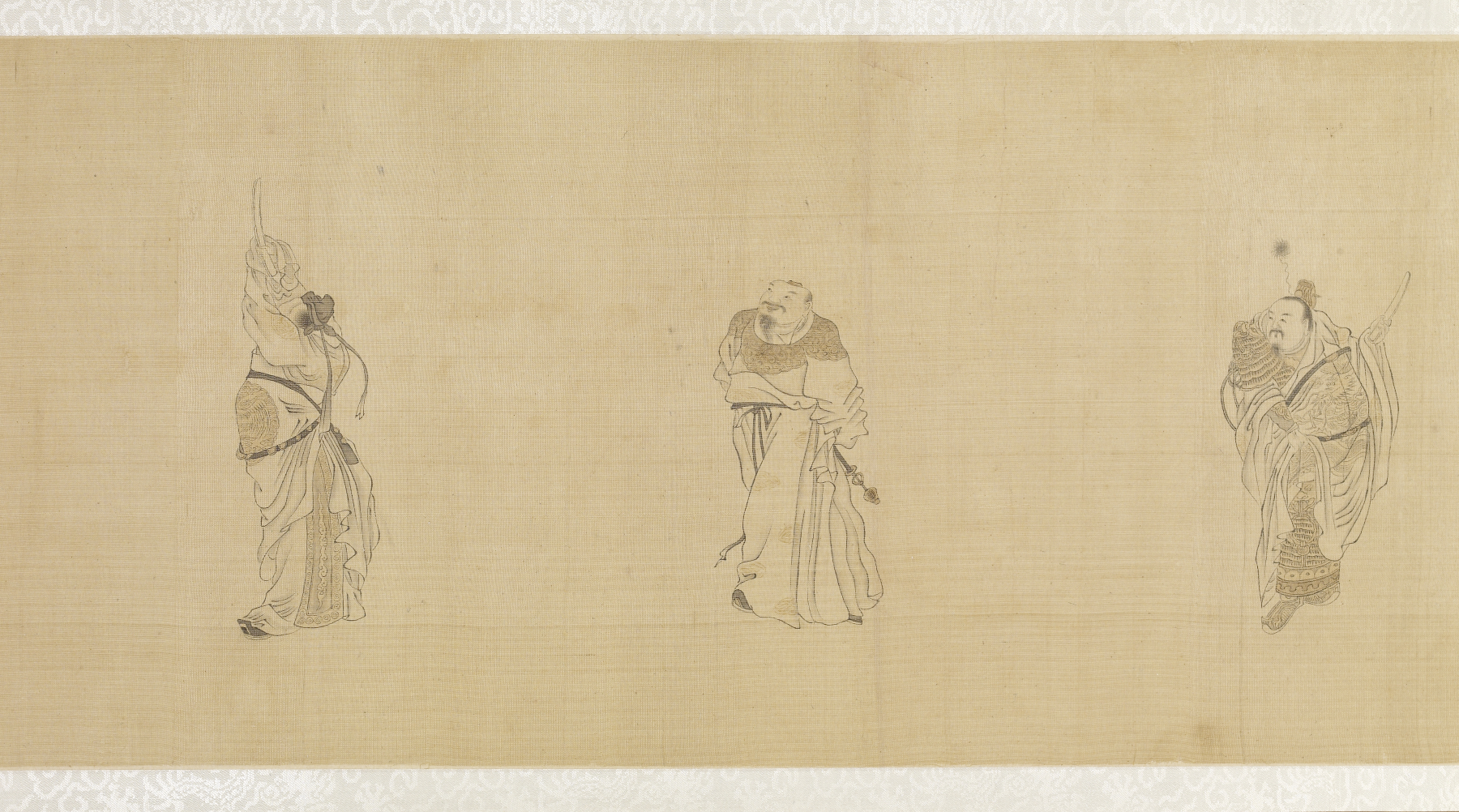
장량, 장손순덕, 시소
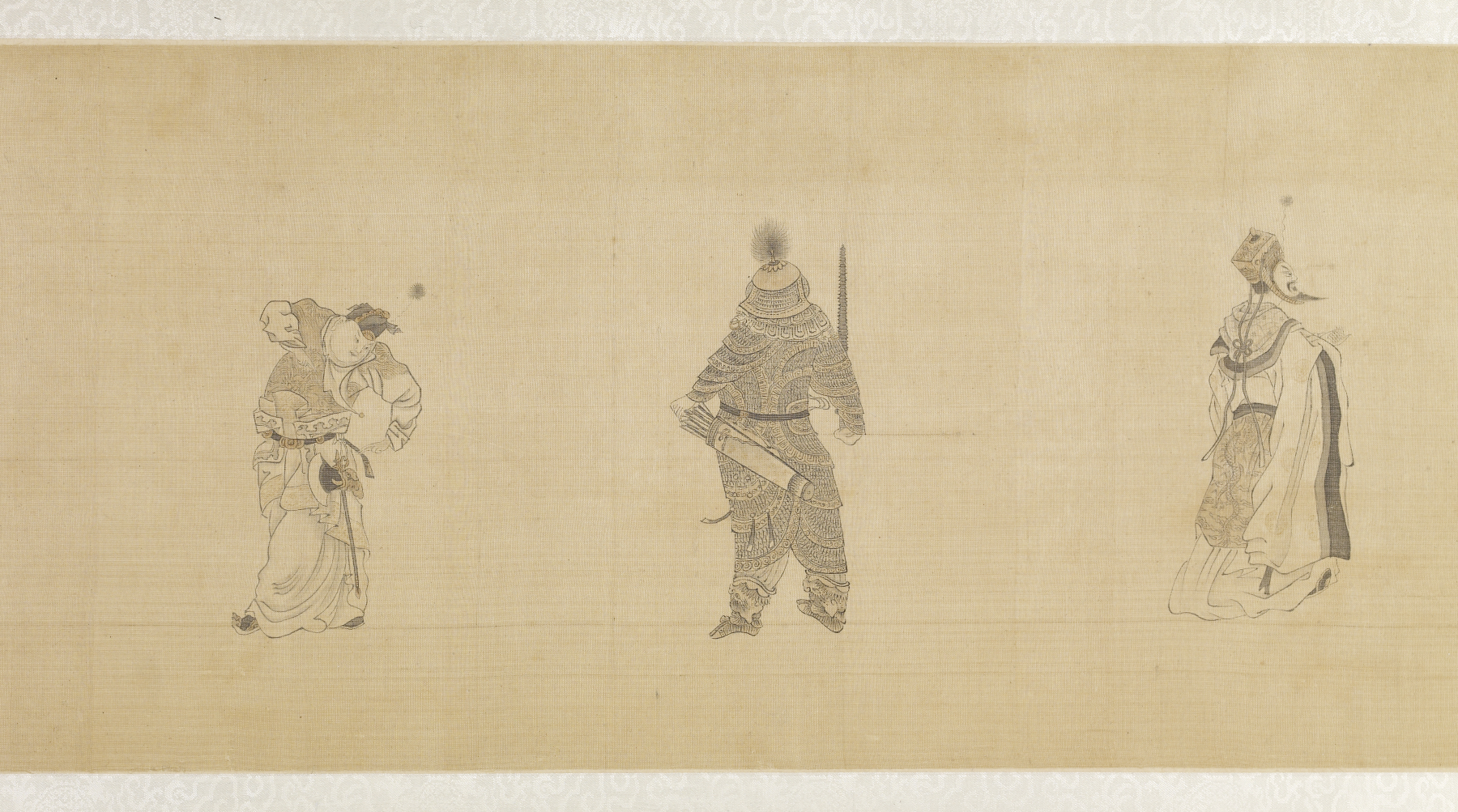
은개산, 굴돌통, 유홍기
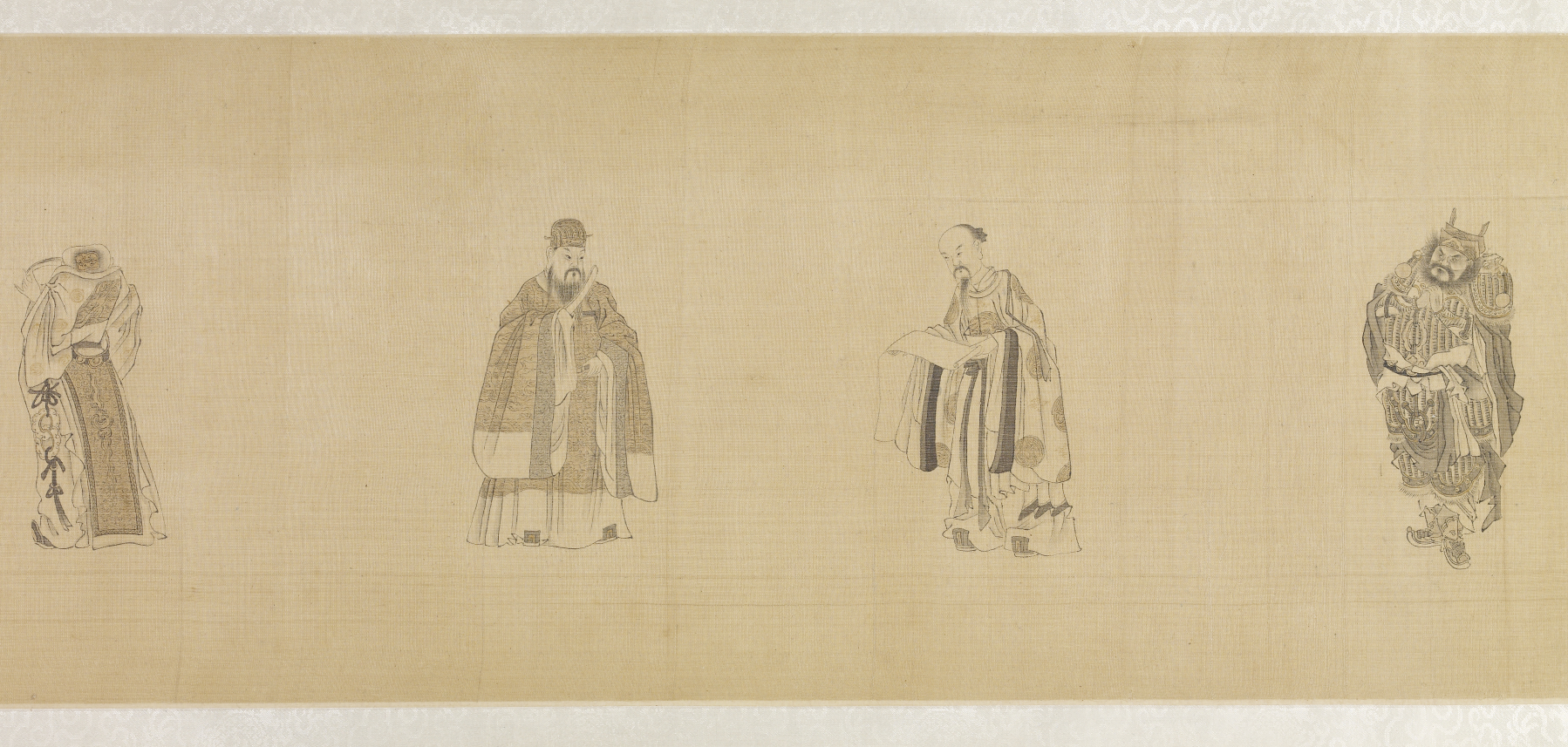
단지현, 소우, 이정, 울지경덕
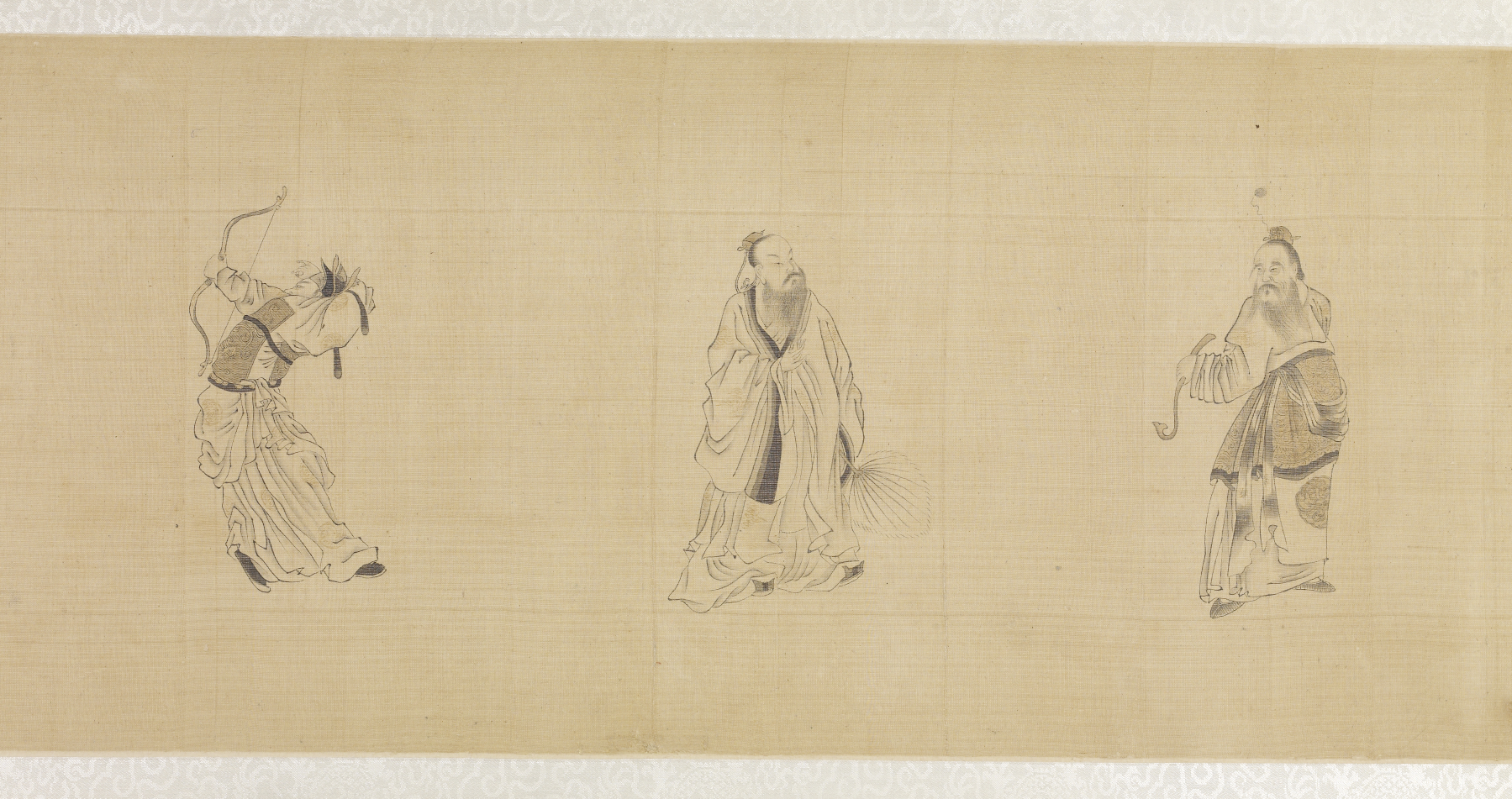
고사렴, 방현령, 위징
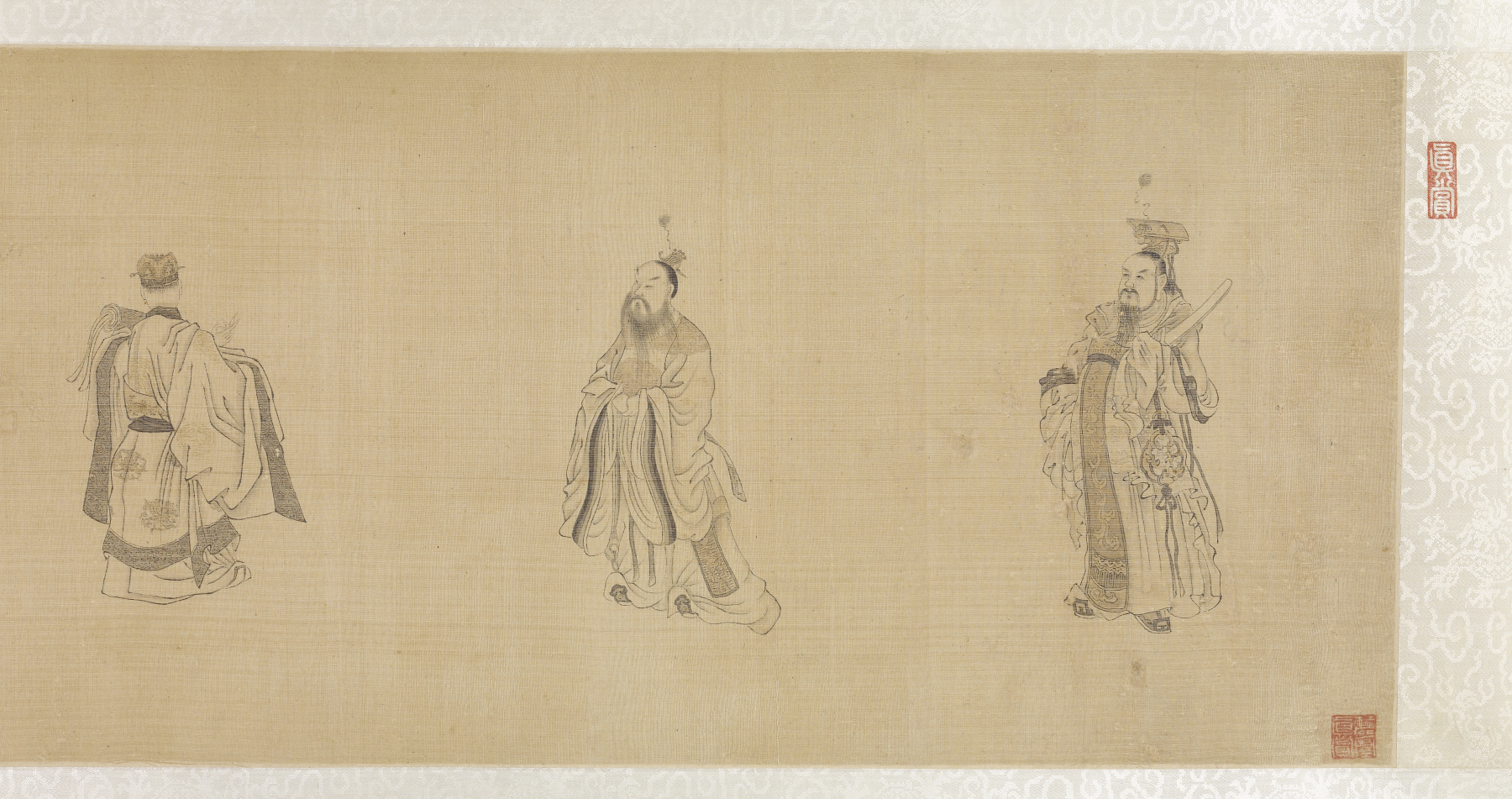
두여회, 장손무기, 이효공